# Ordinato (araldica)
Ordinato è un termine utilizzato in araldica per indicare più figure disposte in direzioni blasoniche: in banda, in croce, ecc.
Il termine è utilizzato per indicare non la posizione di ogni singola figura, per definire la quale si usa il termine posto, ma quella dell'insieme delle figure. Nell'esempio seguente ognuna delle asce è posta in palo: le tre asce nel loro insieme sono invece ordinate in fascia. Tre elementi ordinati in fascia sono detti anche posti uno accanto all'altro.
Il termine entra anche a far parte dell'espressione male ordinate che si riferisce ad un insieme di sole tre figure disposte a triangolo con il vertice in alto. Nel caso in cui le figure siano ordinate in decusse, si usa anche l'espressione passate in croce di Sant'Andrea.

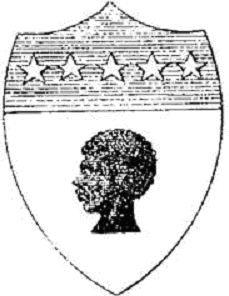
Stelle ordinate in fascia
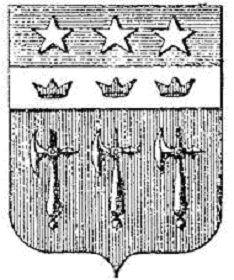
Stelle, corone e asce ordinate in fascia
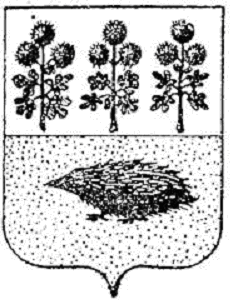
Piante ordinate in fascia
Tre bisanti ordinati in fascia (Airole)
Tre croci scorciate in decusse ordinate in palo (stemma di Amsterdam)
Tre rose ordinate in sbarra (Dintikon, Svizzera)
D'azzurro, a quattro gigli d'oro posti e ordinati in croce (Enköping, Svezia)
Quattro biglietti posti in banda e ordinati in sbarra (Vioménil, Francia)